# Покровське (Конотопський район)
Покро́вське —  село в Україні, у Кролевецькій міській громаді Конотопського району Сумської області. Населення становить 63 осіб. До 2020 орган місцевого самоврядування — Ярославецька сільська рада.

## Географія
Село Покровське знаходиться на правому березі річки Ведмедівська, неподалік від її витоків, нижче за течією примикає село Калашинівка. До села примикає сосновий бір (урочище Сотницьке). За лівому березі річки знаходиться балка Клинці.

## Історія
12 червня 2020 року, відповідно до розпорядження Кабінету Міністрів України № 723-р «Про визначення адміністративних центрів та затвердження територій територіальних громад Сумської області», село увійшло до складу Кролевецької міської громади.
19 липня 2020 року, в результаті адміністративно-територіальної реформи та ліквідації Кролевецького району, увійшло до складу новоутвореного Конотопського району.

## Символіка
На гербі зображений Кролевецький рушник що символізує Покрову (герб є промовистим) і те що село відноситься до Кролевецької громади. Козацький хрест, стріла та спис символізують що село козацьке і що Покрова оберігає мешканців села.

## Пам'ятки
- Ведмедівська криниця — гідрологічна пам'ятка природи місцевого значення. Знаходиться на схід від села.

## Відомі уродженці
- Максим Баранович (бл. 1730 — після 1774) — український вчений-медик, доктор медицини, випускник Кільського університету, придворний співак.